# Fayette (Missouri)
Fayette és una població dels Estats Units a l'estat de Missouri. Segons el cens del July 2004 tenia 2.699 habitants.

## Demografia
Segons el cens del 2000, Fayette tenia 2.793 habitants, 976 habitatges, i 578 famílies. La densitat de població era de 483,6 habitants per km².
Dels 976 habitatges en un 25% hi vivien nens de menys de 18 anys, en un 41,4% hi vivien parelles casades, en un 14,5% dones solteres, i en un 40,7% no eren unitats familiars. En el 34,5% dels habitatges hi vivien persones soles el 16,5% de les quals corresponia a persones de 65 anys o més que vivien soles. El nombre mitjà de persones vivint en cada habitatge era de 2,18 i el nombre mitjà de persones que vivien en cada família era de 2,79.
Per edats la població es repartia de la següent manera: un 17,9% tenia menys de 18 anys, un 28,2% entre 18 i 24, un 19,5% entre 25 i 44, un 16,2% de 45 a 60 i un 18,1% 65 anys o més.
L'edat mediana era de 29 anys. Per cada 100 dones de 18 o més anys hi havia 89,3 homes.
La renda mediana per habitatge era de 27.276 $ i la renda mediana per família de 35.694 $. Els homes tenien una renda mediana de 27.768 $ mentre que les dones 20.833 $. La renda per capita de la població era de 13.451 $. Entorn del 9,1% de les famílies i el 15,6% de la població estaven per davall del llindar de pobresa.

## Poblacions més properes
El següent diagrama mostra les poblacions més properes.